# ひばりのマドロスさん
『ひばりのマドロスさん』（ひばりのまどろすさん）は、1954年5月15日に発売された美空ひばりのシングルである。

## 概要
ひばりの楽曲の中で、最初に発表されたマドロス曲である。ひばりは横浜出身ということもあって、後に数多くのマドロス曲を発表し、本楽曲をはじめとするマドロス曲をテレビ番組やコンサート等で好んで歌った。
1998年時点でのシングル売上は日本コロムビア調べで90万枚（概数）。2019年時点ではひばりのシングル売上で歴代11位にランクインされている（日本コロムビア調べ）。
ひばりは本楽曲で1954年の「第5回NHK紅白歌合戦」に初出場を果たした 。なお、1954年の第5回紅白は、NHKに最古の紅白歌合戦の音声が現存しているが、録音されていたのは冒頭から1時間程の部分であり、ひばりが本楽曲を歌う模様は映像・音声ともに現存していない。
また、1979年の「第30回NHK紅白歌合戦」に紅白歌合戦30回記念を代表する紅組歌手としてひばりが7年ぶりに紅白出場（特別出場）を果たした際には、メドレーの1曲目として、本楽曲が歌唱された。

## 収録曲
1. ひばりのマドロスさん
作詞：石本美由起、作曲・編曲：上原げんと
2. さよなら波止場
作詞：石本美由起、作曲・編曲：上原げんと